# Droga wojewódzka 427
Die Droga wojewódzka 427 (DW 427) ist eine sechs Kilometer lange Droga wojewódzka (Woiwodschaftsstraße) in der polnischen Woiwodschaft Opole, die Zakrzów mit Dzielnica verbindet. Die Strecke liegt im Powiat Kędzierzyńsko-Kozielski.

## Streckenverlauf
Woiwodschaft Schlesien, Powiat Kędzierzyńsko-Kozielski
-  Zakrzów (Sakrau) (DK 45)
- Nieznaszyn (Niesnaschin)
- Roszowice (Roschowitzdorf)
-  Dzielnica (Dzielnitz) (DW 422)